# Erland Carbell
Erik Erland Carbell i riksdagen kallad Carbell i Stockholm, född 14 maj 1913 i Lundby församling, Västmanlands län, död 22 juli 1988 i Farsta, var en svensk byråchef och politiker (socialdemokrat).
Carbell var ledamot av riksdagens andra kammare 1957–1968, invald i Stockholms stads valkrets.